# Al-Hurrijja (Al-Hasaka)
Al-Hurrijja – wieś w Syrii, w muhafazie Al-Hasaka. W 2004 roku liczyła 917 mieszkańców.